# Canton de Castelnau-Magnoac
Pour les articles homonymes, voir Castelnau.
Le canton de Castelnau-Magnoac est un ancien canton français situé dans le département des Hautes-Pyrénées.

## Composition
Le canton de Castelnau-Magnoac regroupait 29 communes et comptait 3 634 habitants en 2012.
| Communes           | Population (2012) | Code postal | Code Insee |
| ------------------ | ----------------- | ----------- | ---------- |
| Aries-Espénan      | 63                | 65230       | 65026      |
| Arné               | 187               | 65670       | 65028      |
| Barthe             | 22                | 65230       | 65068      |
| Bazordan           | 157               | 65670       | 65074      |
| Betbèze            | 41                | 65230       | 65088      |
| Betpouy            | 72                | 65230       | 65090      |
| Campuzan           | 159               | 65230       | 65126      |
| Castelnau-Magnoac  | 781               | 65230       | 65129      |
| Casterets          | 5                 | 65230       | 65134      |
| Caubous            | 38                | 65230       | 65136      |
| Cizos              | 114               | 65230       | 65148      |
| Devèze             | 51                | 65230       | 65155      |
| Gaussan            | 114               | 65670       | 65187      |
| Guizerix           | 133               | 65230       | 65213      |
| Hachan             | 38                | 65230       | 65214      |
| Lalanne            | 64                | 65230       | 65249      |
| Laran              | 42                | 65670       | 65261      |
| Larroque           | 102               | 65230       | 65263      |
| Lassales           | 37                | 65670       | 65266      |
| Monléon-Magnoac    | 363               | 65670       | 65315      |
| Monlong            | 110               | 65670       | 65316      |
| Organ              | 52                | 65230       | 65336      |
| Peyret-Saint-André | 57                | 65230       | 65358      |
| Pouy               | 38                | 65230       | 65368      |
| Puntous            | 199               | 65230       | 65373      |
| Sariac-Magnoac     | 138               | 65230       | 65404      |
| Thermes-Magnoac    | 160               | 65230       | 65442      |
| Vieuzos            | 46                | 65230       | 65468      |
| Villemur           | 58                | 65230       | 65475      |

## Représentation

### Conseillers généraux de 1833 à 2015
| Période | Période          | Identité                                       | Étiquette           | Qualité                                                                        |
| ------- | ---------------- | ---------------------------------------------- | ------------------- | ------------------------------------------------------------------------------ |
| 1833    | 1838 (démission) | Melchior d'Abadie (1760-1844)                  |                     | Capitaine, ingénieur Propriétaire à Castelnau-Magnoac                          |
| 1838    | 1849 (décès)     | Jean François Baudens                          | Conservateur        | Notaire à Castelnau-Magnoac, conseiller d'arrondissement                       |
| 1849    | 1861             | Pons Philippe, Comte de Villeneuve (1801-1868) |                     | Propriétaire à Cizos et Vieuzos                                                |
| 1861    | 1870             | Fabien Labroquère                              |                     | Notaire à Monléon-Magnoac                                                      |
| 1870    | 1901             | Gustave Baudens                                | Républicain         | Propriétaire agricole - Maire de Puntous Sénateur (1893-1900)                  |
| 1901    | 1905 (décès)     | Laurien Mousset                                | Rad.                | Ancien magistrat Conseiller municipal de Castelnau-Magnoac                     |
| 1905    | 1913             | Gustave Baudens                                | Républicain Libéral | Propriétaire agricole - Maire de Puntous Sénateur (1893-1900)                  |
| 1913    | 1919             | Paul Mousset (fils de Laurien Mousset)         | Rad.                | Propriétaire-exploitant à Puntous Maire de Castelnau-Magnoac (1908-1925)       |
| 1919    | 1940             | Léon Lartet                                    | Rad.                | Pharmacien Maire de Castelnau-Magnoac Président du Conseil Général (1937-1940) |
|         |                  |                                                |                     |                                                                                |
| 1945    | 1988             | Robert Sabathier                               | Rad. puis MRG       | Médecin Maire de Castelnau-Magnoac (1945-1990)                                 |
| 1988    | 2015             | Bernard Verdier                                | PS puis PRG         | Agriculteur Maire d'Ariès (1977-1995) Maire de Castelnau-Magnoac depuis 1995   |

### Conseillers d'arrondissement (de 1833 à 1940)
Le canton de Castelnau-Magnoac appartenait à l'arrondissement de Bagnères-de-Bigorre.
| Période                                  | Période      | Identité                          | Étiquette                | Qualité |
| ---------------------------------------- | ------------ | --------------------------------- | ------------------------ | --- |
| 1833                                     | 1838         | Jean François Baudens (1797-1849) | Conservateur             | Notaire à Castelnau-Magnoac, ancien conseiller général                                                      |
| 1839                                     | 1848         | M. Breuilh                        |                          | Juge de paix à Castelnau-Magnoac                                                                            |
|                                          |              |                                   |                          | |
| 1874                                     | 1884 (décès) | M. Cabarrou                       | Républicain              | |
| 1884                                     | 1892         | Édouard Dallas                    | Républicain progressiste | Propriétaire à Castelnau-Magnoac                                                                            |
|                                          |              |                                   |                          | |
| 1928                                     | 1940         | Albert Dhers                      | Radical                  | Docteur en médecine à Arné                                                                                  |
| 1940                                     |              |                                   |                          | Les conseils d'arrondissement ont été suspendus par la loi du 12 octobre 1940 et n'ont jamais été réactivés |
| Les données manquantes sont à compléter. |              |                                   |                          | |